# Henry Wood

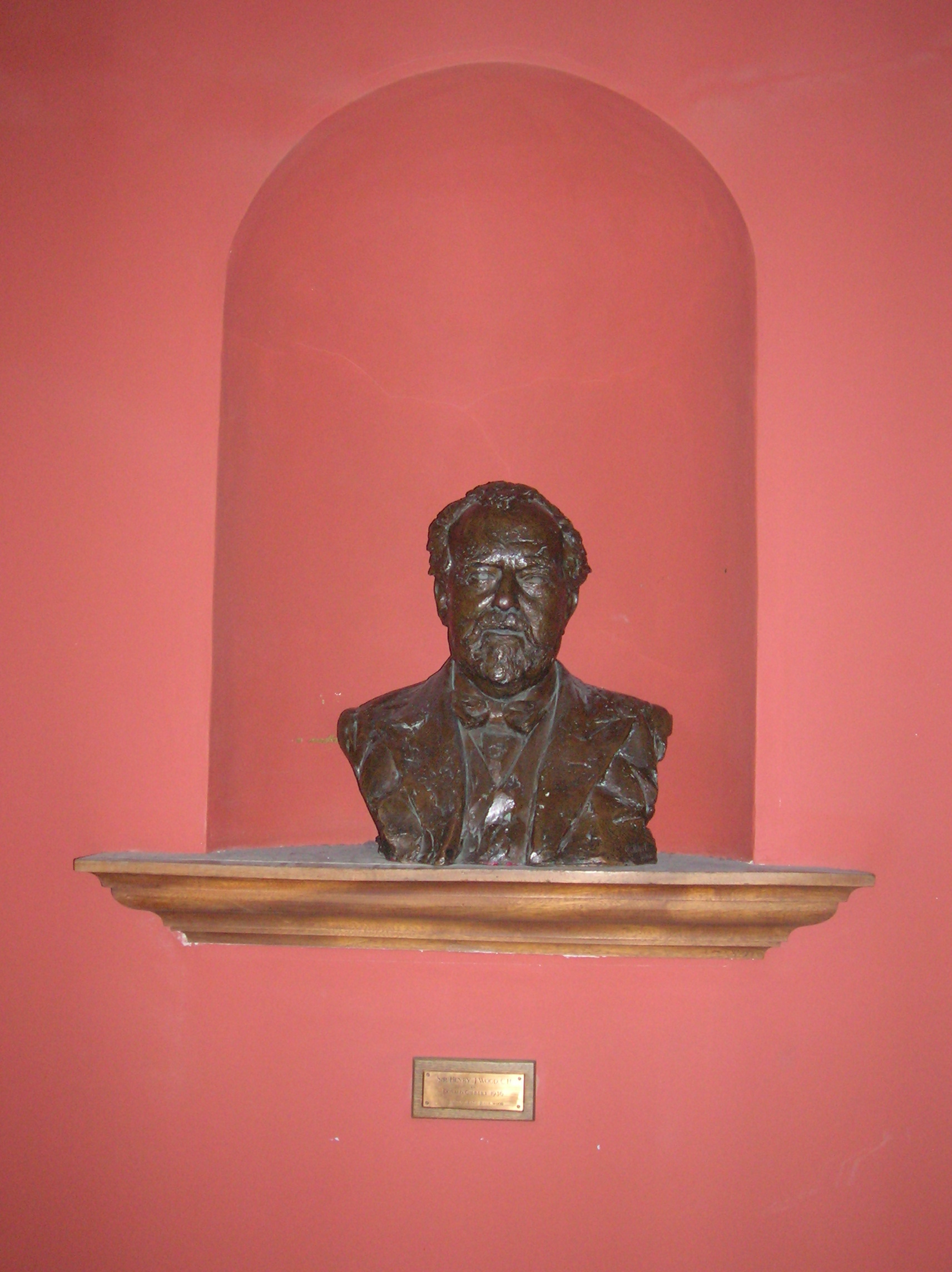
Busto de Henry Wood.

Henry Joseph Wood (3 de marzo de 1869 – 19 de agosto de 1944) fue un director de orquesta inglés, vinculado siempre con los Proms, a los que dirigió durante medio siglo. Fundados en 1895, se hicieron famosos después de su muerte como "Henry Wood Promenade Concerts" y ahora son conocidos como "BBC Proms". Tenía una enorme influencia en la vida musical británica: mejoró enormemente su accesibilidad, lideró la interpretación orquestal y educó el gusto del público, al presentar un amplio repertorio musical, fomentando especialmente las obras de compositores británicos. Fue nombrado caballero en 1911.

## Biografía
Henry Wood nació en Londres el 3 de marzo de 1869. Su padre era óptico pero estaba bien considerado como artesano y fabricante de trenes eléctricos, alcanzando un gran éxito en su tienda de trenes en Oxford Street. Ambos padres eran músicos aficionados: su padre cantaba en el coro de la iglesia y tocaba el violonchelo y su madre cantaba canciones de su Gales natal.
Henry fue el organista adjunto de la iglesia St Mary Aldermanbury cuando tenía 10 años de edad. Con 14 años, tocaba el órgano en St Sepulchre-without-Newgate, la mayor iglesia de la parroquia de la City, donde descansan sus cenizas (a pesar de que Wood era un miembro honorífico de la Asociación racionalista desde 1937 hasta su muerte).
También tocaba el piano y el violín pero no recibió clases metódicas hasta que entró en la Royal Academy of Music con 16 años. Durante 2 años en dicho conservatorio recibió clases de piano, órgano, composición y canto. Entre sus profesores se encontraban Ebenezer Prout (composición) y Manuel Vicente García (canto). Su ambición en aquella época era convertirse en profesor de canto (e impartió clases de dicha materia a lo largo de su vida), de modo que asistió a clases con tantos profesores de canto como pudo, tanto como alumno como acompañante.
Cuando dejó la Royal Academy of Music encontró trabajo como profesor de canto y como director orquestal y coral. Obtuvo experiencia trabajando en varias compañías de ópera, muchas de ellas desconocidas. Dirigió la compañía operística de Carl Rosa en 1891 y el año siguiente condujo el estreno en Reino Unido de la obra de Piotr Ilich Chaikovski Eugenio Oneguin en el recién construido Olympic Theatre. Colaboró con Arthur Sullivan en la preparación de The Yeomen of the Guard e Ivanhoe. Mientras tanto obtenía ingresos como profesor de canto y publicó un manual, The Gentle Art of Singing.
En 1898, Wood se casó con la princesa Olga Ourousoff, que falleció en 1909. Se volvió a casar en 1911, con Muriel Ellen Greatrex, con la que tuvo dos hijas. Fue nombrado caballero en 1911 y designado Compañero de Honor en la celebración del cumpleaños del Rey en 1944, justo dos meses antes de su fallecimiento el 19 de agosto de 1944.

## Estrenos
En la biografía de Arthur Jacobs de 1994 Henry Wood, aparece una lista de estrenos dirigidos por Wood, que ocupa 18 páginas.
Los estrenos mundiales de Wood incluyen:
- Benjamin Britten: Concierto par piano
- Frederick Delius: A Song Before Sunrise; A Song of Summer y Idyll.
- Edward Elgar: La varita de la juventud Suite n.º 1; Sospiri las marchas cuarta y quinta de Pompa y circunstancia.
- Sergéi Rajmáninov: Concierto para piano n.º 1
- Ralph Vaughan Williams: Norfolk Rhapsody n.º 1; Flos Campi; Serenade to Music

Los estrenos de Wood en el Reino Unido incluyen:
- Béla Bartók: Dance Suite
- Emmanuel Chabrier:  Joyeuse Marche
- Aaron Copland:  Billy the Kid
- Claude Debussy: Prélude à l'après-midi d'un faune; Ibéria
- César Franck:  Le Chausseur Maudit
- Reynaldo Hahn:  Le Bal de Béatrice d’Este
- Paul Hindemith:  Kammermusik 2 and 5
- Leoš Janáček:  Sinfonietta; Taras Bulba; Misa Glagolítica
- Zoltán Kodály: Dances from Galanta
- Gustav Mahler: Sinfonía n.º 1, 4, 7 y 8; Adagietto y Das Lied von der Erde
- Serguéi Prokófiev: Concierto para piano n.º 1; Concierto para violín n.º 2
- Maurice Ravel: Ma Mère l'Oye; Rapsodie espagnole; La Valse; Concierto para piano para la mano izquierda
- Nikolái Rimski-Kórsakov:  Capricho español; Scheherazada ; Sinfonía n.º 2
- Camille Saint-Saëns: El carnaval de los animales
- Robert Schumann:  Konzertstück for four horns and orchestra
- Dmitri Shostakóvich: Concierto para piano n.º 1; Sinfonías n.º 7 y 8
- Jean Sibelius: Sinfonías n.º 1, 6 y 7; Concierto para violín; Karelia Suite; Tapiola
- Richard Strauss: Sinfonía doméstica
- Ígor Stravinski: El pájaro de fuego (suite)
- Piotr Ilich Chaikovski: Eugenio Oneguin; Manfred; El cascanueces (suite)
- Anton Webern: Passacaglia